# Johannes Junge (Rechenmeister)
Johannes Junge (* wohl in Schweidnitz, wirkte um 1577, weitere Lebensdaten unbekannt) war ein deutscher Rechenmeister des 16. Jahrhunderts, der in der Hansestadt Lübeck tätig war.

## Leben
Johannes Junge entwickelte eine Methode zur Ermittlung von Wurzelwerten, die besonders im 17. Jahrhundert angewandt wurde, und die er 1577 als Rechenmeister in Lübeck veröffentlichte.

## Werke
- Rechenbuch auff || den Ziffern vnd Linien/ darinne aller=||ley Kauffmans handlung/ nach art der Re=||gel de Tri vnd Welschen Practica/ sampt der Regel || Falsi/ dardurch die Exempla der acht Regeln Coß || auffgeloeset werden/ Neben ausziehung der wurtzeln || Arithmetischer Progression/ So wol den Regeln Al=||gebre|| vnd andern auffloesungen Cubiccossischer || vergleichungen/ so vor niemals am || Tage gewesen/ alles ordent=||lich gestelt durch || Johann Jungen Rechenmei=||ster zu Luebeck. Lübeck: Johann Balhorn d. J. 1578 (VD16 J 1077)